# Aleksander Babiański
Aleksander Babiański (ur. 16 czerwca 1853 w rodzinnym majątku Ławczyszki, w pow. rosieńskim, zm. 10 grudnia 1931 w Warszawie) – polski i rosyjski prawnik, generał armii Imperium Rosyjskiego, poseł do Trzeciej Dumy, działacz narodowy i społeczny, publicysta.

## Życiorys
Rodzicami Babiańskiego byli Tomasz i Julia z Pieślików. Miał braci Eustachego i Stanisława. Po ukończeniu gimnazjum w Szawlach wstąpił do Konstantynowskiej Szkoły Wojskowej w Petersburgu. Przeniesiony do Moskiewskiego Pułku Gwardii i mianowany chorążym gwardii (1873), awansował kolejno na podporucznika (1876), a rok później na porucznika (1877). 
Walczył w wojnie rosyjsko-tureckiej (1877–1878), podczas której został ranny. Następnie wstąpił do Aleksandrowskiej Wojskowej Akademii Prawniczej, którą ukończył w 1881 roku ze złotym medalem. Służąc w armii rosyjskiej został członkiem Najwyższego Sądu Wojennego w stopniu generała porucznika. W 1899 roku został zawieszony w prawach sędziego za publiczne używanie języka polskiego. Aby uniknąć służbowego przeniesienia do Finlandii, podał się do dymisji, odchodząc do cywila.
Otworzył kancelarię adwokacką w Petersburgu, występował jako adwokat w procesach działaczy Polskiej Partii Socjalistycznej, Socjaldemokracji Królestwa Polskiego i Litwy oraz Partii Socjalistycznych Rewolucjonistów. Działał w Katolickim Towarzystwie Dobroczynności. Był publicystą i wydawcą „Dziennika Petersburskiego”, współpracował też z innymi pismami. Jednocześnie zarządzał majątkiem w Ławczyszkach, był członkiem Rosieńskiego Towarzystwa Rolniczego. Zaangażował się również w działalność polityczną: był kandydatem do Pierwszej i Drugiej Dumy z powiatu szawelskiego. W wyborach do Trzeciej Dumy uzyskał mandat w kurii powszechnej guberni permskiej, głosami głównie partii kadetów, chłopów i duchowieństwa prawosławnego.
W Dumie wszedł do klubu kadetów, był członkiem komisji budżetowej oraz nietykalności. Podkreślał swoją narodowość, wielokrotnie zabierał głos w sprawach dotyczących Królestwa Polskiego. W 1907 roku został przewodniczącym Sekcji Polskiej Uniwersytetu Ludowego w Petersburgu. W 1910 roku wziął udział w obchodach pięćsetlecia bitwy grunwaldzkiej w Krakowie. 
W czasie I wojny światowej był współzałożycielem Komitetu Towarzystwa Pomocy Ofiarom Wojny w Petersburgu, członkiem Rady Zjazdów Polskich Organizacji Pomocy Ofiarom Wojny, od 1916 roku prezesem Rady Polskiego Towarzystwa Spożywczego. Był członkiem zawiązanego w 1916 roku w Petersburgu Koła Przyjaciół Niepodległości Polski. Związał się z polskimi organizacjami patriotycznymi, w tym Zrzeszeniem Niepodległościowym i Polską Organizacją Wojskową. W 1916 roku był członkiem Polskiego Towarzystwa Pomocy Ofiarom Wojny. W 1917 roku został członkiem Komisji Likwidacyjnej do spraw Królestwa Polskiego. Miał brać udział w wyborach do Konstytuanty z listy polskiej w guberni mohylewskiej. W 1917 roku był członkiem Polskiego Komitetu Demokratycznego w Piotrogrodzie.
We wrześniu 1918 roku przyjechał do Warszawy, gdzie zamieszkał na stałe. Po zweryfikowaniu stopnia wojskowego otrzymał od władz polskich emeryturę generalską. Był zwolennikiem pojednania polsko-litewskiego, w memoriale dla premiera Ignacego Jana Paderewskiego występował przeciwko projektowi unii obu krajów. Zarzucano mu nadmierną życzliwość wobec Litwy. Od 1920 roku posiadał kancelarię adwokacką w Warszawie. W 1922 roku kandydował do Sejmu I kadencji z listy Polskiego Związku Ludowego „Odrodzenie”, lecz nie uzyskał mandatu. Działał w organizacjach charytatywnych i społecznych, między innymi Komisji Bezrobocia. Był masonem.
Ożenił się z Jadwigą z Syrewiczów (zm. 1905), z którą miał córkę Helenę. 
Zmarł w 1931 roku w Warszawie. Pochowany został na cmentarzu parafialnym w litewskim Vaiguva (dawniej Ławczyszki).

## Ordery i odznaczenia[4]
- Krzyż Komandorski z Gwiazdą Orderu Odrodzenia Polski (30 kwietnia1927)[5][6]
- Order św. Włodzimierza III kl. (Imperium Rosyjskie, 1901)
- Order św. Włodzimierza IV kl. (Imperium Rosyjskie, 1894)
- Order św. Anny II kl. (Imperium Rosyjskie, 1891)
- Order św. Anny III kl. (Imperium Rosyjskie, 1884)
- Order św. Anny IV kl. (Imperium Rosyjskie, 1877)
- Order św. Stanisława I kl. (Imperium Rosyjskie, 1904)
- Order św. Stanisława II kl. (Imperium Rosyjskie, 1888)
- Order św. Stanisława III kl. z mieczami i kokardą (Imperium Rosyjskie, 1878)
- Order Krzyża Takowy (Serbia, 1878)